# بزاق

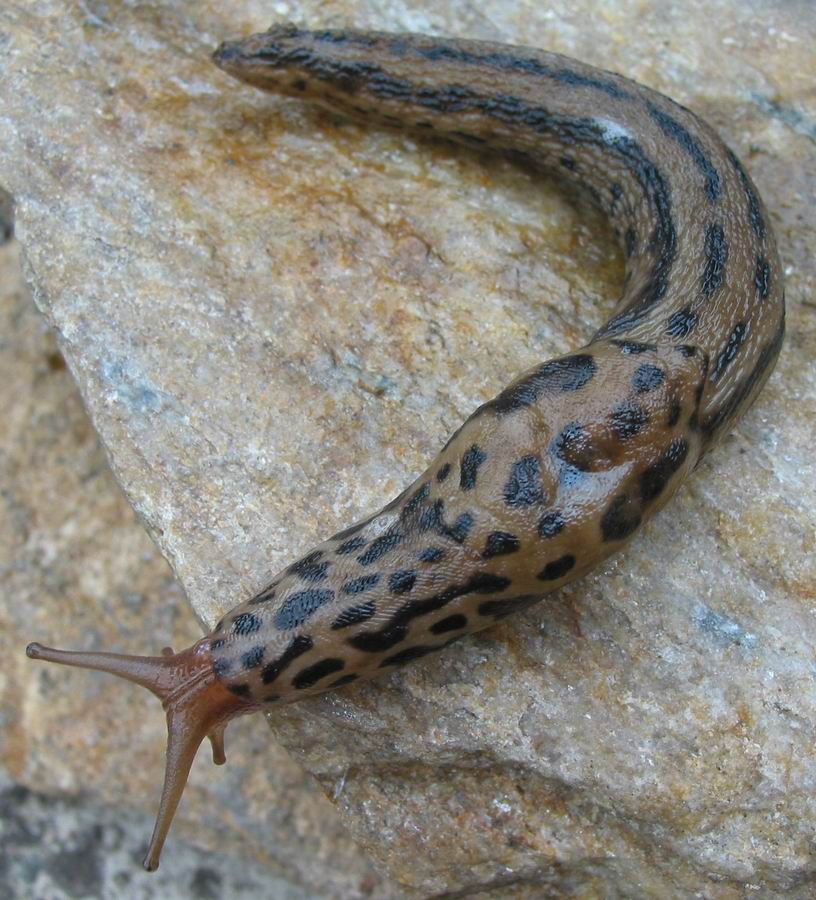
بزاق النمر (Limax maximus)

بَزَّاق هو حلزون لا قوقعة له، جسمه رخوٌ، يحتوي الكثير من الماء ولا يحميه غطاء خارجي. بعض أنواعه تعيش في الأماكن الرطبة على اليابسة والبعض الآخر في البحر مثل: البزاق الأصفر، توجد في الحدائق وأسفل البيوت سيما داخل أنابيب البنية التحتية مثل المزاريب ومصارف المياه.
«البزاق» كائن رخوي ينتمي إلى رتبة حلزونات اليابسة.
البزاق دودي الشكل في رأسه زوجان من أطراف التحسس: السفليان قصيران، والعلويان أطول قليلاً، وبهما زوجين من الأعين. يطول نحو 8 سم وله لون أخضر مائل للصفرة ومرقط.
وهو حيوان خنثويٌّ، أي إنه يستطيع تأدية وظيفة الانثى والذكر في عملية التزاوج مع البزَّاقات الأُخَر في آن واحد.
تتعدد أشكال البزاق البحري  وألوانه البديعة التي تؤدي غرض إخافة الحيوانات الأخرى من سُمِّيَّة جسمه أو لغرض التمويه أو للمغازلة.

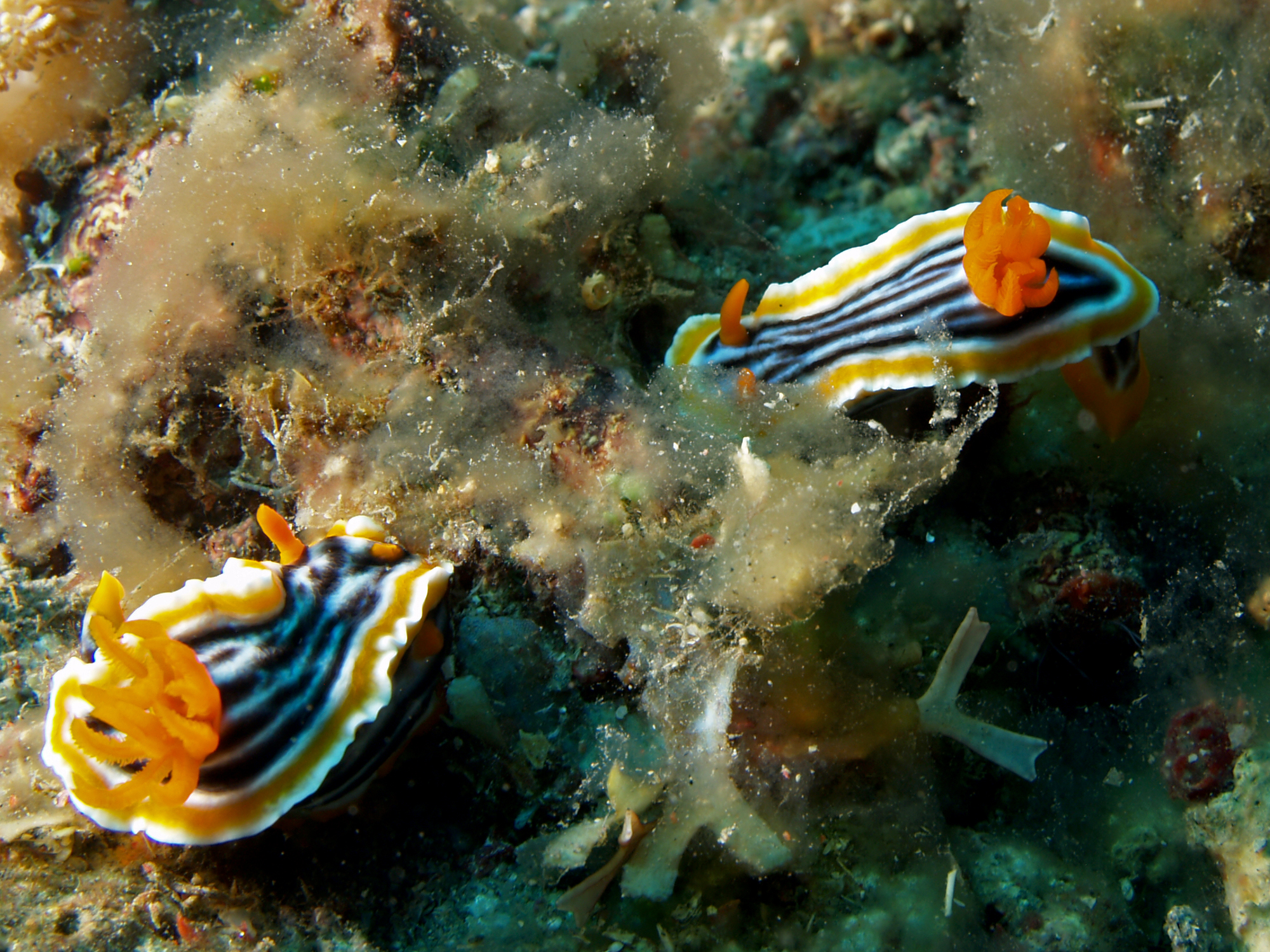
Chromodoris magnifica

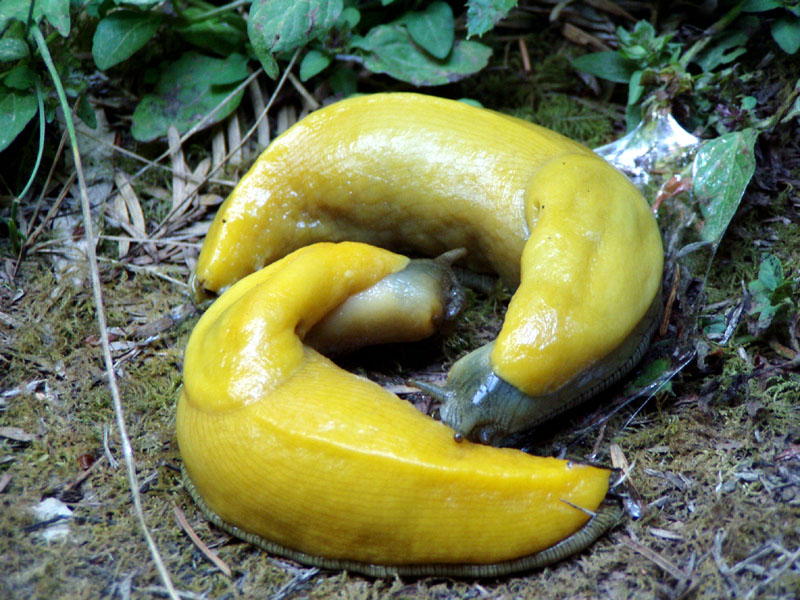
البزاق الموزي

يعيش نوعٌ من البزاق  قريباً من البحر الأحمر وقد يسمى «بزاق البيجاما». يتميز هذا النوع بأشرطة ملونة بيضاء وسوداء وبرتقالية، ولذا هذا الاسم. تلك الألوان تجعله مخيفاً لحيوانات البحر الأخرى. وهو يتغذى على فُطر سام من نوع Phillinus فيصبح تناوله من باقي الكائنات مميتاً حيث إن 90% من وزنه هو ما تحويه أمعائه.

## معرض صور

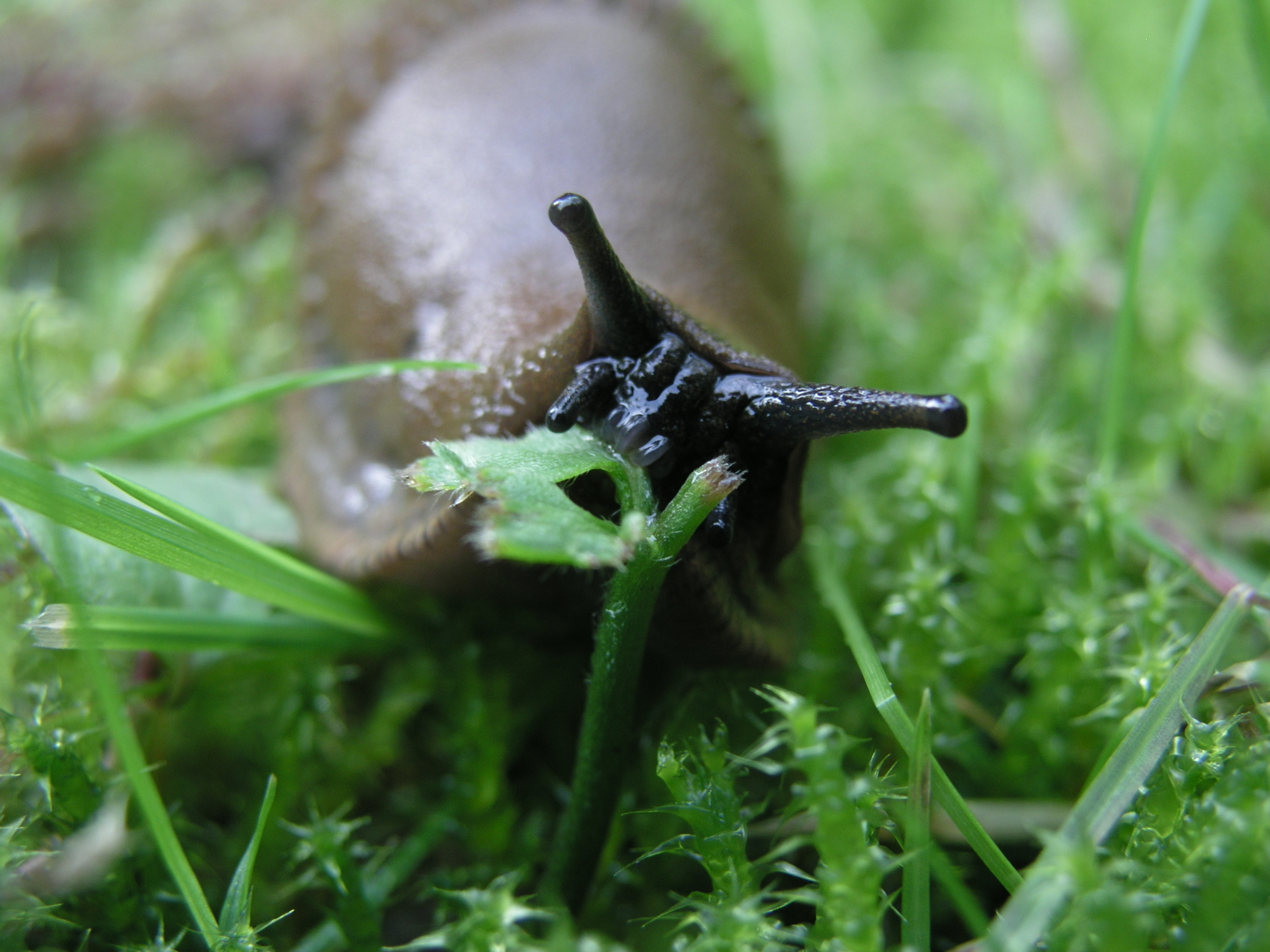
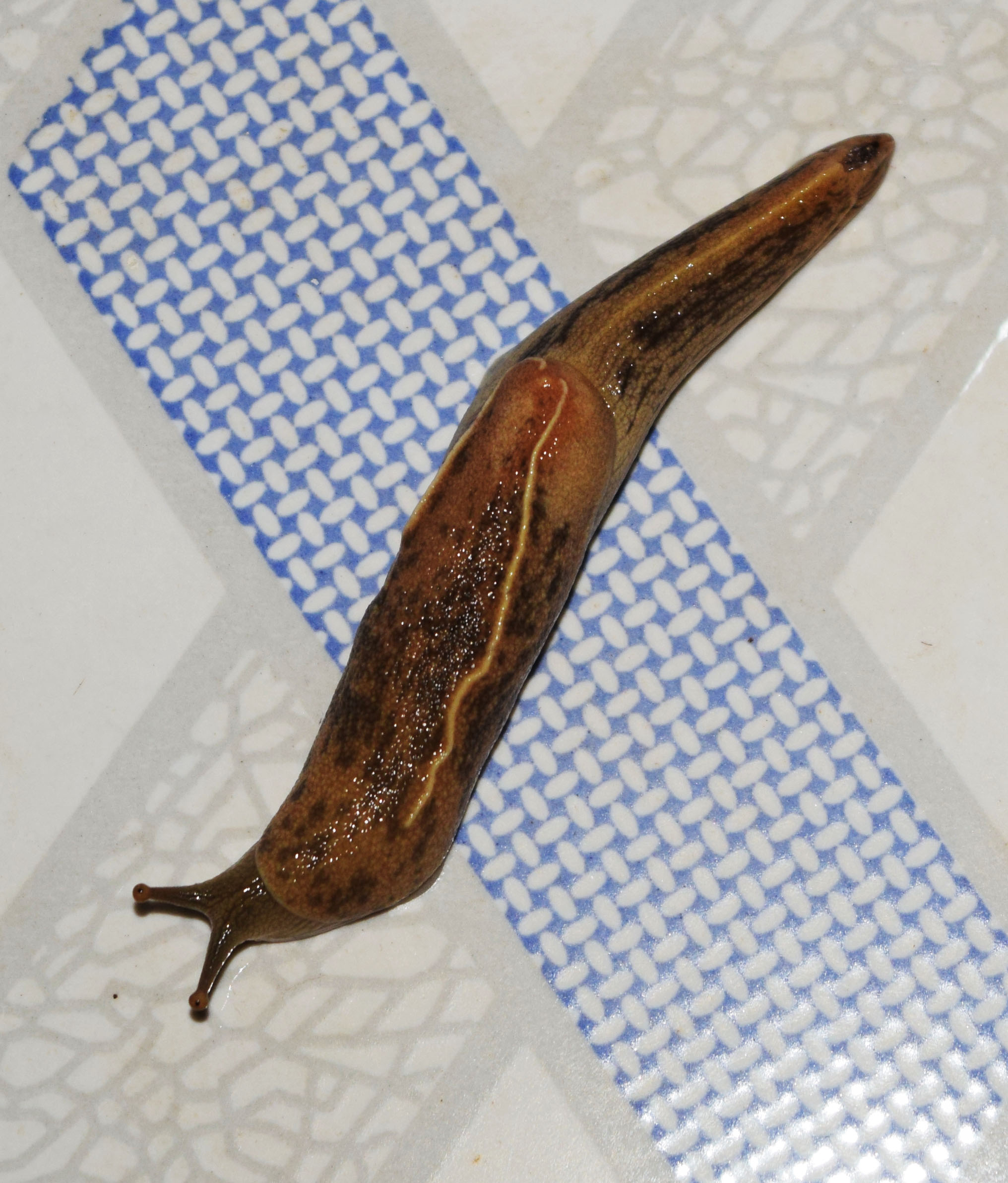
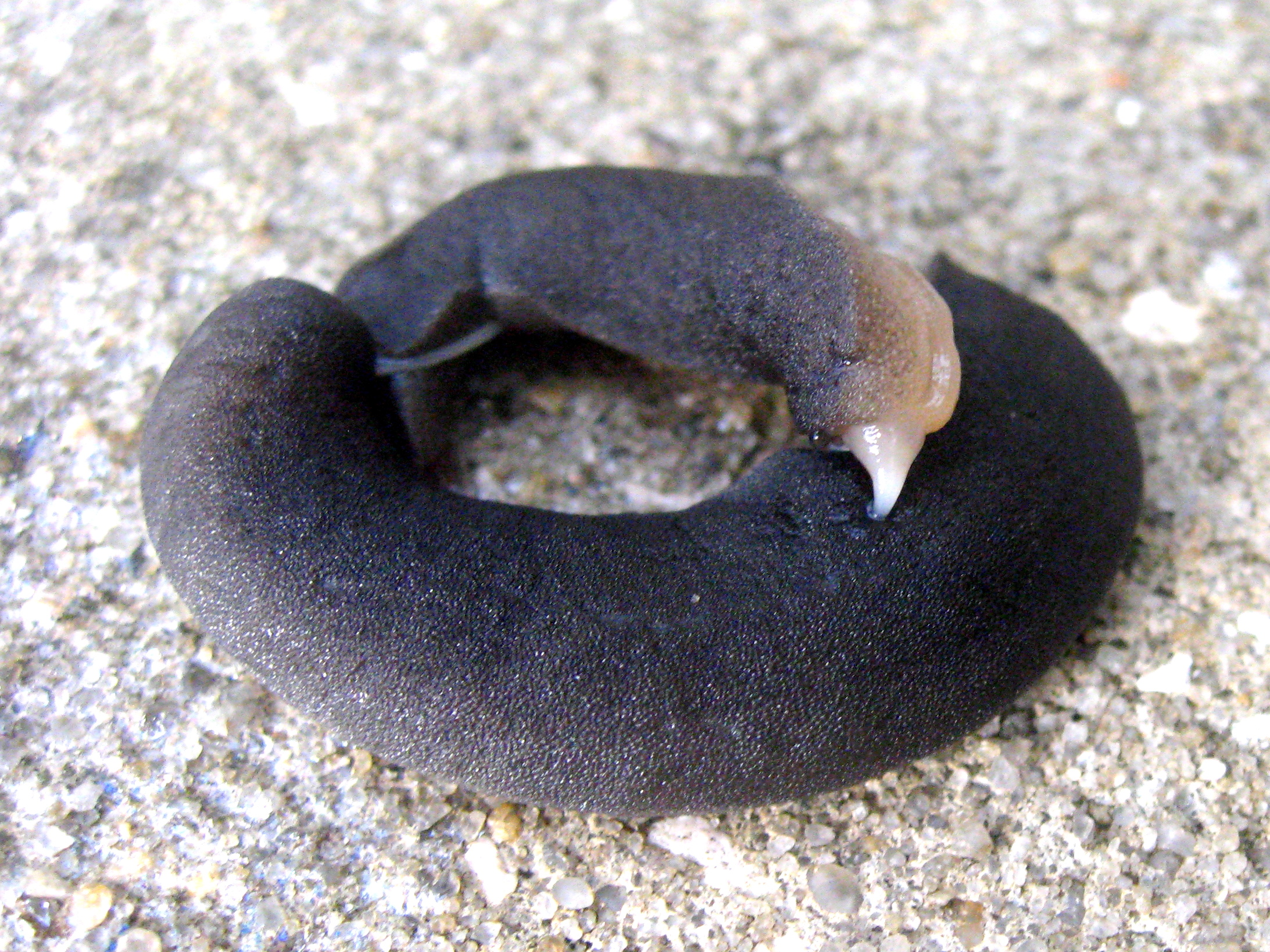
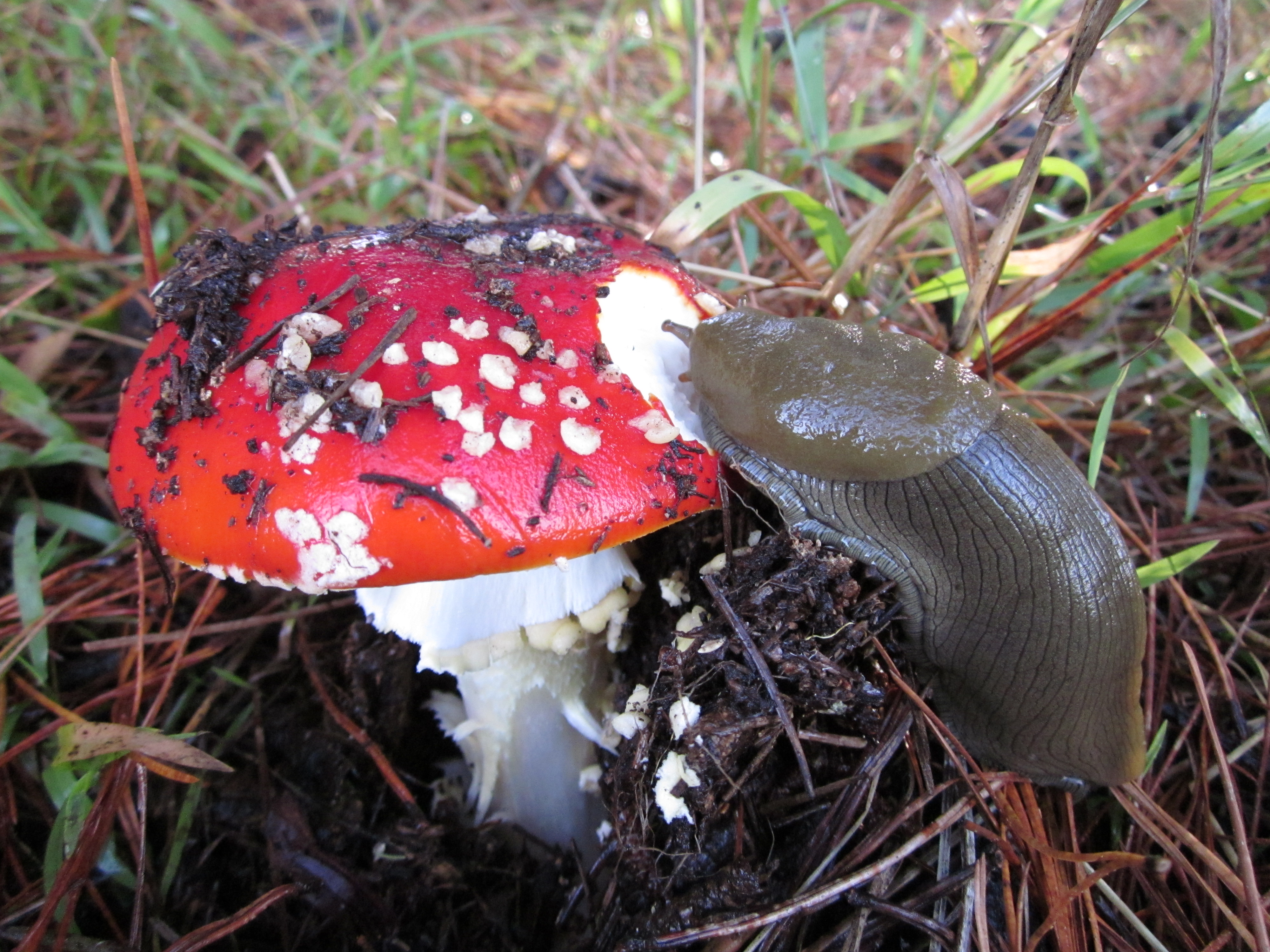
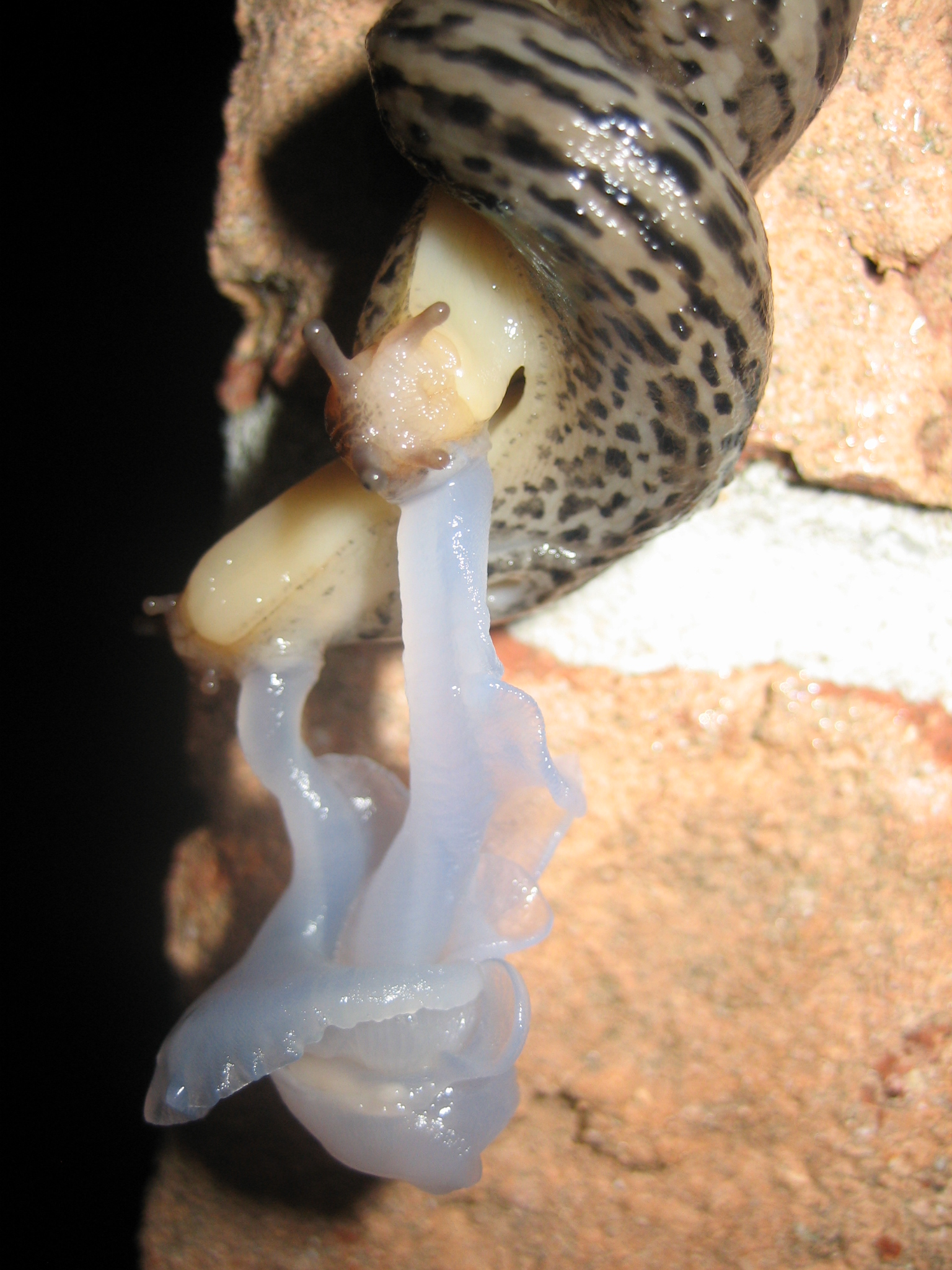
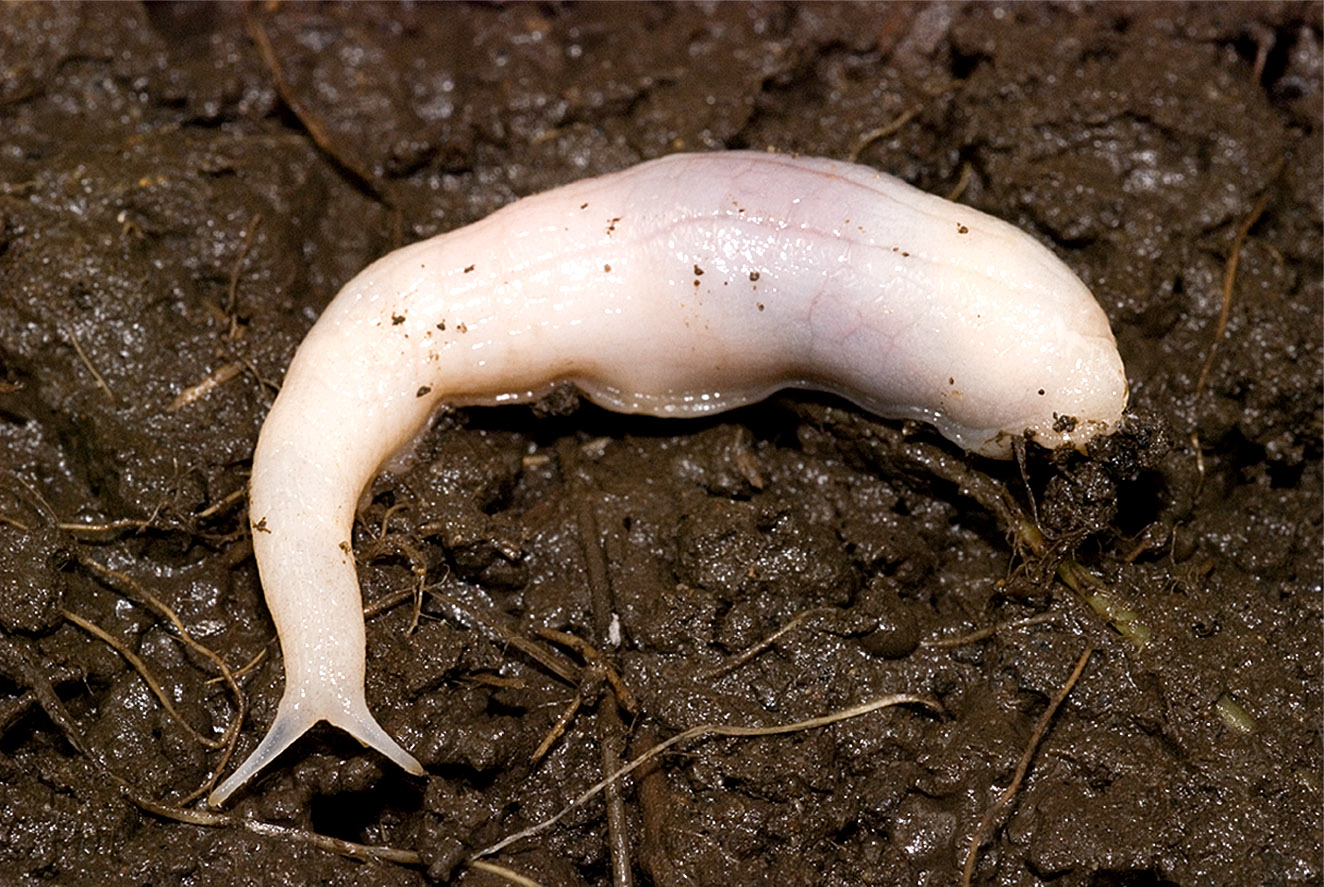

## اقرأ أيضاً
- بزاق النمر
- بزاق البحر الأحمر
- البزاق الموزي
- رخويات
- حلزون
- صدفيات